# Anne Casimir Pyrame de Candolle

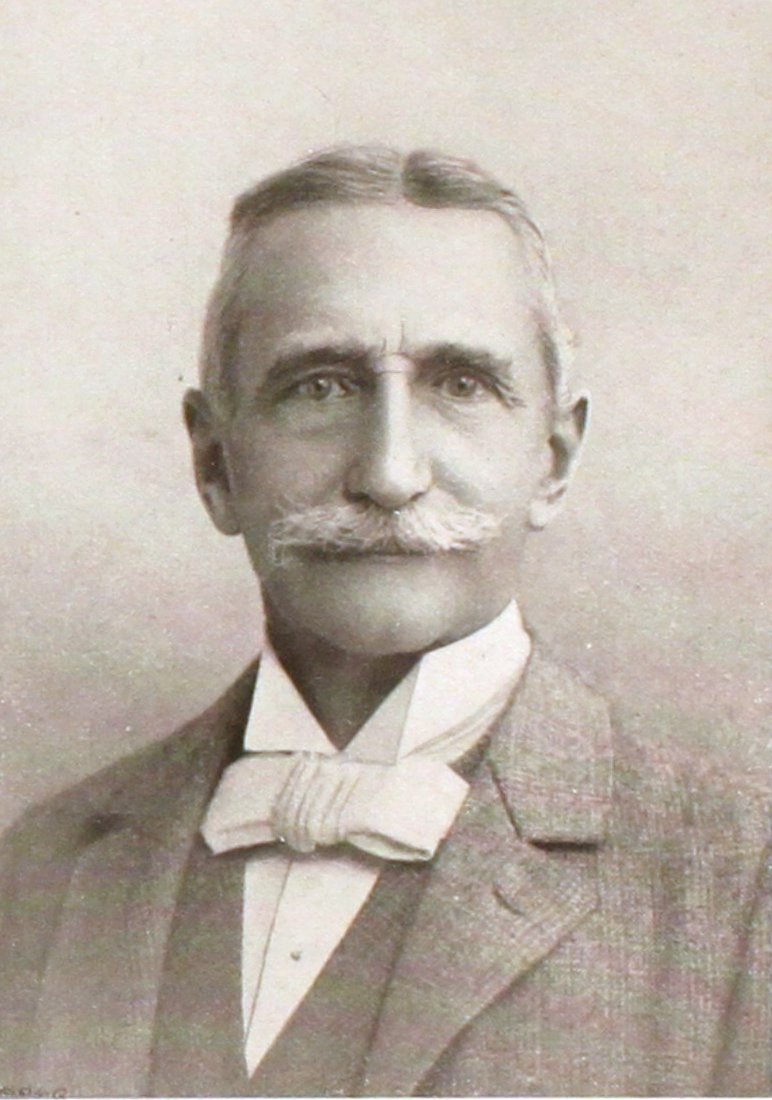
Casimir de Candolle

Anne Casimir Pyrame de Candolle (1836-1918) là một nhà thực vật học người Thụy Sĩ, con trai của Alphonse Louis Pierre Pyrame de Candolle. Ông là người cùng cha mình viết tiếp cuốn sách Prodromus.